# Krystyna Szalewska
Krystyna Janina Szalewska-Gałdyńska (ur. 7 lutego 1938 w Przerośli koło Suwałk, zm. 2 stycznia 2022 w Toruniu) – polska malarka, grafik i rysownik, członkini Związku Polskich Artystów Plastyków.

## Życiorys
Córka Wincentego Szalewskiego i Stefanii z domu Sójkowskiej. W 1958 r. ukończyła Państwowe Liceum Sztuk Plastycznych w Szczecinie. W 1961 r. otrzymała nagrodę w konkursie na plakat Festiwalu Teatrów Lalkowych Polski Północnej. W 1963 r. uzyskała dyplom magistra sztuki w zakresie grafiki artystycznej na Wydziale Sztuk Pięknych Uniwersytetu Mikołaja Kopernika w Toruniu; promotorem pracy był doc. Ryszard Krzywka.

## Prace w zbiorach
- Muzeum Narodowe w: Gdańsku, Kielcach, Poznaniu, Szczecinie, Warszawie
- Muzeum Sztuki w Łodzi
- Muzeum Górnośląskie w Bytomiu
- Muzeum Śląskie w Katowicach
- Muzeum im. L. Wyczółkowskiego w Bydgoszczy
- Muzeum Częstochowskie
- Muzeum Mazowieckie w Płocku
- Muzeum Okręgowe w Toruniu
- Muzeum im. ks. Wł. Łęgi w Grudziądzu
- Muzeum Mikołaja Kopernika we Fromborku
- Muzeum Diecezjalne w Płocku
- Muzeum Warmii i Mazur w Olsztynie
- Muzeum w Brodnicy
- Biblioteka Narodowa w Warszawie
- Biblioteka Główna Uniwersytetu Mikołaja Kopernika w Toruniu
- Wojewódzka Biblioteka Publiczna – Książnica Kopernikańska w Toruniu
- Graphothek City Charlottenburg w Berlinie
- Biuro Wystaw Artystycznych w: Olsztynie, Płocku, Poznaniu, Sopocie, Toruniu, Wałbrzychu, Włocławku, Warszawie (CBWA Zachęta), Wrocławiu
- Kancelaria Prezydenta Rzeczypospolitej Polskiej
- Ministerstwo Kultury i Dziedzictwa Narodowego
- Ministerstwo Spraw Zagranicznych
- Narodowy Bank Polski
- Watykan
- Instytut Kultury Polskiej w: Londynie, Rzymie

## Wybrane nagrody
- 2008: „Zasłużony dla Kultury Polskiej”, odznaka przyznana przez Ministra Kultury i Dziedzictwa Narodowego
- 2006: Thorunium, medal Honorowy Prezydenta Torunia za szczególne zasługi dla miasta
- 2004: Zasłużonym dla Diecezji Toruńskiej, medal Biskupa Andrzeja Suskiego, PRO ECCLESIA ET PONTYFICE, Order Papieski wyróżnienie przyznawane przez Ojca Świętego osobom zasłużonym dla Kościoła
- 2002: Nagroda im. ks. prof. dr. Janusza Pasierba, Grudziądz
- 2000: Zasłużony Działacz Kultury, odznaczenie przyznane przez Ministra Kultury i Dziedzictwa Narodowego
- 1998: Nagroda Wojewody Toruńskiego

## Wydawnictwa
- 2020: Adoracje – notatnik duchowy; Machina Druku
- 2012: Głosy, sny, obrazy. Notatnik duchowy; Wydawnictwo Koronis